# ادواردو بنگوئچئا
ادواردو بنگوئچئا (اسپانیایی: Eduardo Bengoechea‎؛ زادهٔ ۲ ژوئیهٔ ۱۹۵۹) یک تنیس‌باز اهل آرژانتین است.